# Дёртйол
Дёртйол (тур. Dörtyol) — город и район в провинции Хатай (Турция). Это портовый город и нефтяной терминал, расположенный в 26 км к северу от города Искендерун, недалеко от самой восточной точки Средиземного моря в начале залива Искендерун.

## Этимология
Нынешнее название Дёртйол — это примерный перевод на турецкий исторического (армянского) названия Чорс-Марзпет. Чорс-Марзпет с армянского переводится как «четыре губернатора». Дёртйол с турецкого переводится как «четыре дороги», то есть «перекрёсток».

## История
Люди жили в этих местах с древнейших времён, но город Чорс-Марзпет был основан в период правления Рубенидской династии Киликийского Армянского Царства в XII веке н. э. как оборонительная крепость у юго-восточных рубежей страны. Впоследствии город входил в состав разных государств; в XVI веке он попал в состав Османской империи. Город известен как один из прославленных очагов армянской самообороны как во время Аданской резни армян в 1909-м, так и во время геноцида армян в 1915.
Когда Государство Хатай 29 июня 1939 года было аннексировано Турцией, то районы Дёртйол, Эрзинь и Хасса провинции Газиантеп были присоединены к новообразованному илу Хатай.

## Экономика
В районе расположен металлургический завод ММК-Акаташ.